# Янжев Врх
Янжев Врх (словен. Janžev Vrh) — поселення в общині Раденці, Помурський регіон, Словенія. Висота над рівнем моря: 289,9 м.